# Ганс Діттмар
Ганс Діттмар (фін. Hans Dittmar, 14 листопада 1902 — 20 червня 1967) — фінський яхтсмен.
Бронзовий призер Олімпійських Ігор 1924 року в класі Монотип, учасник 1952 року.